# Jonas Bronck
Jonas Bronck (1600-1643) fue un inmigrante escandinavo proveniente de la colonia holandesa de Nueva Holanda, de quien recibieron el nombre el río Bronx y el barrio del Bronx de Nueva York. Se casó con su esposa holandesa, Teuntje Joriaens, el 6 de julio de 1638, en la Nieuwe Kerk ("Iglesia Nueva"), de Ámsterdam.

## Las tierras de Bronck
Su granja (conocida como Tierra de Bronck, y entonces sólo Broncksland, o simplemente de Bronck [Bronck's, en inglés]), cubre aproximadamente la zona sur de la Calle 150ª de hoy en el Bronx. El terreno que pertenece al territorio de la Siwanoy y Wecquaesgeek grupos de Lenape que lo habitaban en el momento de la colonización.
Después de su muerte en 1642, y la dispersión de los pocos pobladores, la zona pasó por las manos de sucesivos comerciantes holandeses hasta 1664, cuando entró en la posesión de Samuel Edsall, (que había adquirido también gran extensión en el río del Norte conocidos como el Barrio Inglés) que se mantuvo hasta 1670, cuando lo vendió al capitán Richard Morris y el Coronel Lewis Morris, a los comerciantes momento de Barbados. Cuatro años más tarde, el coronel Morris obtuvo una patente real a la tierra de Bronck, que después se convirtió en el Pazo de Morrisania.
La zona era conocida como "Broncksland" sólo hasta el final del siglo XVII, de modo que el nombre moderno de la ciudad de Nueva York no viene directamente de las zonas agrícolas. Sin embargo, el río que corre de norte a sur a través de la zona continental, y que regaba su granja, mantuvo el nombre de Río de Bronck, con el tiempo se abrevia - o mal escrito - al de Río Bronx (Bronx River). Este nombre se quedó, y fue este río (que divide la ciudad moderna en dos) el que dio su nombre al barrio del Bronx.